# Ecuaciones de estado cúbicas
Las ecuaciones de estado cúbicas son una clase específica de modelos termodinámicos para modelar la presión de un gas en función de la temperatura y la densidad, y que pueden reescribirse como una función cúbica del volumen molar.
En termodinámica, una ecuación de estado cúbica es una ecuación de estado de un fluido que puede escribirse en forma de polinomio de grado tres en función del volumen.
Tienen una forma general de polinomio de tercer grado en {\displaystyle Z}, el factor de compresibilidad:
con {\displaystyle c_{2}{,}\,c_{1}{,}\,c_{0}} parámetros que solo dependen de la presión, la temperatura y la composición de la mezcla, apareciendo el volumen únicamente en el factor de compresibilidad. En esta forma, estas ecuaciones son fácilmente utilizables aplicando el método de Cardano para hallar el volumen de un fluido.
Las ecuaciones de estado se aplican generalmente en los campos de la química física y la ingeniería química, en particular en la modelización del equilibrio vapor-líquido y el diseño de procesos de ingeniería química.

## Historia

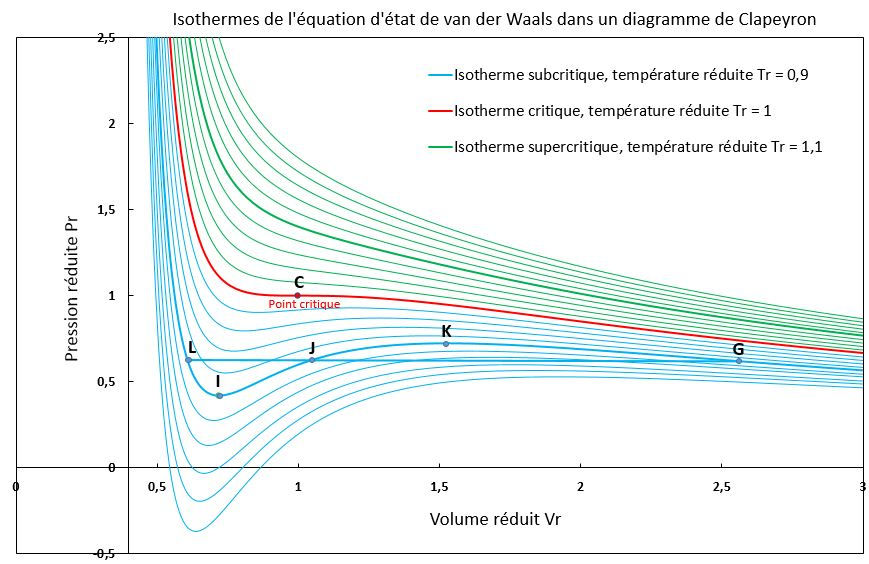
Figura 1 - Curvas a temperatura constante (isotermas) de la Ecuación de Van der Waals en un diagrama de Clapeyron.
En rojo: la isoterma crítica; el punto crítico se indica con la letra C. Por encima (curvas verdes), el fluido es supercrítico. Por debajo (curvas azules), el fluido puede ser líquido (punto L) o gaseoso (punto G).

La primera ecuación de estado cúbico es la de Johannes Diderik van der Waals y data de 1873; le valió a su creador el Premio Nobel de Física en 1910. Van der Waals introdujo los conceptos de interacción a distancia y de tamaño de las moléculas en su ecuación, lo que la diferencia fundamentalmente del modelo de los gases perfectos, en el que las moléculas son esferas duras sin dimensión que solo interactúan entre sí por colisión. La gran novedad de esta ecuación fue predecir un punto crítico y la transición de fase gas-líquido (véase Figura 1). Sin embargo, esta ecuación y todas las que le siguieron presentan una serie de defectos inherentes a su forma, entre ellos el de representar mal el punto crítico y sobrevalorar sistemáticamente el volumen de los líquidos.
Sin embargo, la simplicidad de este modelo, su facilidad de uso y la posibilidad de calcular los equilibrios líquido-vapor llevaron a muchos investigadores a proponer desarrollos. La lista de ecuaciones presentada en este artículo no es exhaustiva y no podrían serlo dada la profusión de publicaciones sobre estas ecuaciones. La selección se basa en criterios relacionados tanto con la historia como con el interés práctico de las ecuaciones. La ecuación de van der Waals, por ejemplo, se presenta porque es la primera de las ecuaciones de estado cúbicas, pero su imprecisión ha hecho que se abandone en la práctica, salvo en el ámbito de la enseñanza, donde su simplicidad la hace fácil de manejar. Las ecuaciones de estado de Soave-Redlich-Kwong (1972) y Peng-Robinson (1976) siguen siendo de uso común en la industria y siguen siendo objeto de numerosos estudios.

## Ecuación de estado de Van der Waals
La ecuación de Van der Waals de estado puede escribirse como
{\displaystyle \left(p+{\frac {a}{V_{\text{m}}^{2}}}\right)\left(V_{\text{m}}-b\right)=RT}
donde {\displaystyle T} es la temperatura absoluta, {\displaystyle p} es la presión, {\displaystyle V_{\text{m}}} es el volumen molar y {\displaystyle R} es la constante universal de los gases. Obsérvese que {\displaystyle V_{\text{m}}=V/n}, donde {\displaystyle V} es el volumen, y {\displaystyle n=N/N_{\text{A}}}, donde {\displaystyle n} es el número de moles, {\displaystyle N} es el número de partículas y {\displaystyle N_{\text{A}}} es la constante de Avogadro. Estas definiciones se aplican también a todas las ecuaciones de estado que figuran a continuación.
Propuesta en 1873, la ecuación de estado de van der Waals fue una de las primeras en ofrecer un rendimiento notablemente superior al de la ley de los gases ideales. En esta ecuación, normalmente {\displaystyle a} se denomina parámetro de atracción y {\displaystyle b} parámetro de repulsión (o volumen molecular efectivo). Aunque la ecuación es claramente superior a la ley de los gases ideales y predice la formación de una fase líquida, la concordancia con los datos experimentales para los equilibrios vapor-líquido es limitada. La ecuación de van der Waals se cita habitualmente en libros de texto y artículos por razones históricas y de otro tipo, pero desde su desarrollo se han elaborado otras ecuaciones de complejidad solo ligeramente superior, muchas de las cuales son mucho más precisas.
La ecuación de van der Waals puede considerarse como una ley de gases ideales que ha sido «mejorada» mediante la inclusión de dos contribuciones no ideales en la ecuación. Consideremos la ecuación de van der Waals en la forma
{\displaystyle p={\frac {RT}{V_{\text{m}}-b}}-{\frac {a}{V_{\text{m}}^{2}}}}
en comparación con la ecuación del gas ideal
{\displaystyle p={\frac {RT}{V_{\text{m}}}}}
La forma de la ecuación de van der Waals se puede explicar de la siguiente manera:
1. Las moléculas se consideran partículas que ocupan un volumen finito. Por lo tanto, el volumen físico no es accesible para todas las moléculas en un momento dado, lo que eleva ligeramente la presión en comparación con lo que cabría esperar de partículas puntuales. Por lo tanto, ({\displaystyle V_{\text{m}}-b}), un volumen molar «efectivo», se utiliza en lugar de {\displaystyle V_{\text{m}}} en el primer término.
2. Mientras que las moléculas de un gas ideal no interactúan, las moléculas reales exhiben fuerzas de atracción van der Waals si están lo suficientemente cerca unas de otras. Las fuerzas de atracción, que son proporcionales a la densidad {\displaystyle \rho }, tienden a retardar las colisiones de las moléculas con las paredes del recipiente y a reducir la presión. El número de colisiones afectadas también es proporcional a la densidad. Por lo tanto, la presión se reduce en una cantidad proporcional a {\displaystyle \rho ^{2}}, o inversamente proporcional al volumen molar al cuadrado.

Las constantes específicas de la sustancia {\displaystyle a} y {\displaystyle b} pueden calcularse a partir de las propiedades críticas {\displaystyle p_{\text{c}}} y {\displaystyle V_{\text{c}}}, teniendo en cuenta que {\displaystyle V_{\text{c}}} es el volumen molar en el punto crítico y {\displaystyle p_{\text{c}}} es la presión crítica, como:
{\displaystyle a=3p_{\text{c}}V_{\text{c}}^{2}}
{\displaystyle b={\frac {V_{\text{c}}}{3}}.}
También se pueden obtener expresiones para {\displaystyle (a,b)} escritas como funciones de {\displaystyle (T_{\text{c}},p_{\text{c}})}, que se utilizan a menudo para parametrizar la ecuación, ya que la temperatura y la presión críticas son fácilmente accesibles para la experimentación. Son
{\displaystyle a={\frac {27(RT_{\text{c}})^{2}}{64p_{\text{c}}}}}
{\displaystyle b={\frac {RT_{\text{c}}}{8p_{\text{c}}}}.}
Con las variables de estado reducidas, es decir, {\displaystyle V_{\text{r}}=V_{\text{m}}/V_{\text{c}}}, {\displaystyle P_{\text{r}}=p/p_{\text{c}}} y {\displaystyle T_{\text{r}}=T/T_{\text{c}}}, se puede formular la forma reducida de la ecuación de van der Waals:
{\displaystyle \left(P_{\text{r}}+{\frac {3}{V_{\text{r}}^{2}}}\right)\left(3V_{\text{r}}-1\right)=8T_{\text{r}}}
La ventaja de esta forma es que, para unos valores dados de {\displaystyle T_{\text{r}}} y {\displaystyle P_{\text{r}}}, el volumen reducido del líquido y del gas se puede calcular directamente utilizando el método de Cardano para la forma cúbica reducida:
{\displaystyle V_{\text{r}}^{3}-\left({\frac {1}{3}}+{\frac {8T_{\text{r}}}{3P_{\text{r}}}}\right)V_{\text{r}}^{2}+{\frac {3V_{\text{r}}}{P_{\text{r}}}}-{\frac {1}{P_{\text{r}}}}=0}
Para {\displaystyle P_{\text{r}}<1} y {\displaystyle T_{\text{r}}<1}, el sistema se encuentra en un estado de equilibrio vapor-líquido. En esa situación, la ecuación de estado cúbica reducida da tres soluciones. La solución mayor y la menor son el volumen reducido del gas y del líquido. En esta situación, a veces se utiliza la construcción de Maxwell para modelar la presión como una función del volumen molar.
El factor de compresibilidad {\displaystyle Z=PV_{\text{m}}/RT} se utiliza a menudo para caracterizar el comportamiento no ideal. Para la ecuación de van der Waals en forma reducida, esto se convierte en
{\displaystyle Z={\frac {V_{\text{r}}}{V_{\text{r}}-{\frac {1}{3}}}}-{\frac {9}{8V_{\text{r}}T_{\text{r}}}}}
En el punto crítico, {\displaystyle Z_{\text{c}}=3/8=0,375}.

## Ecuación de estado de Redlich-Kwong
Introducida en 1949, la ecuación de estado Redlich–Kwong se consideró una mejora notable con respecto a la ecuación de van der Waals. Sigue siendo de interés principalmente debido a su forma relativamente simple. Aunque es superior a la ecuación de van der Waals en algunos aspectos, su rendimiento es deficiente en lo que respecta a la fase líquida, por lo que no puede utilizarse para calcular con precisión los equilibrios vapor-líquido. Sin embargo, puede utilizarse junto con correlaciones de fase líquida independientes para este fin. A continuación se presenta la ecuación, así como las relaciones entre sus parámetros y las constantes críticas:
{\displaystyle {\begin{aligned}p&={\frac {R\,T}{V_{\text{m}}-b}}-{\frac {a}{{\sqrt {T}}\,V_{\text{m}}\left(V_{\text{m}}+b\right)}}\\[3pt]a&={\frac {\Omega _{a}\,R^{2}T_{\text{c}}^{\frac {5}{2}}}{p_{\text{c}}}}\approx 0.42748{\frac {R^{2}\,T_{\text{c}}^{\frac {5}{2}}}{P_{\text{c}}}}\\[3pt]b&={\frac {\Omega _{b}\,RT_{\text{c}}}{P_{\text{c}}}}\approx 0.08664{\frac {R\,T_{\text{c}}}{p_{\text{c}}}}\\[3pt]\Omega _{a}&=\left[9\left(2^{1/3}-1\right)\right]^{-1}\approx 0.42748\\[3pt]\Omega _{b}&={\frac {2^{1/3}-1}{3}}\approx 0.08664\end{aligned}}}
Otra forma equivalente de la ecuación de Redlich-Kwong es la expresión del factor de compresibilidad del modelo:
{\displaystyle Z={\frac {pV_{\text{m}}}{RT}}={\frac {V_{\text{m}}}{V_{\text{m}}-b}}-{\frac {a}{RT^{3/2}\left(V_{\text{m}}+b\right)}}}
La ecuación de Redlich-Kwong es adecuada para calcular las propiedades de la fase gaseosa cuando la presión reducida (definida en la sección anterior) es inferior a aproximadamente la mitad de la relación entre la temperatura y la temperatura reducida,
{\displaystyle P_{\text{r}}<{\frac {T}{2T_{\text{c}}}}.}
La ecuación de Redlich-Kwong es coherente con el teorema de los estados correspondientes. Cuando la ecuación se expresa en forma reducida, se obtiene una ecuación idéntica para todos los gases:
{\displaystyle P_{\text{r}}={\frac {3T_{\text{r}}}{V_{\text{r}}-b'}}-{\frac {1}{b'{\sqrt {T_{\text{r}}}}V_{\text{r}}\left(V_{\text{r}}+b'\right)}}}
donde {\displaystyle b'} es:
{\displaystyle b'=2^{1/3}-1\approx 0.25992}
Además, el factor de compresibilidad en el punto crítico es el mismo para todas las sustancias:
{\displaystyle Z_{\text{c}}={\frac {p_{\text{c}}V_{\text{c}}}{RT_{\text{c}}}}=1/3\approx 0.33333}
Esto supone una mejora con respecto a la predicción de la ecuación de Van der Waals del factor de compresibilidad crítico, que es {\displaystyle Z_{\text{c}}=3/8=0,375} . Los valores experimentales típicos son {\displaystyle Z_{\text{c}}=0,274} (dióxido de carbono), {\displaystyle Z_{\text{c}}=0,235} (agua) y {\displaystyle Z_{\text{c}}=0,29} (nitrógeno).

## Modificación de Soave de Redlich-Kwong
Soave propuso una forma modificada de la ecuación de Redlich-Kwong. Toma la forma
{\displaystyle p={\frac {R\,T}{V_{\text{m}}-b}}-{\frac {a\alpha }{V_{\text{m}}\left(V_{\text{m}}+b\right)}}}
{\displaystyle a={\frac {\Omega _{a}\,R^{2}T_{\text{c}}^{2}}{P_{\text{c}}}}={\frac {0.42748\,R^{2}T_{\text{c}}^{2}}{P_{\text{c}}}}}
{\displaystyle b={\frac {\Omega _{b}\,RT_{\text{c}}}{P_{\text{c}}}}={\frac {0.08664\,RT_{\text{c}}}{P_{\text{c}}}}}
{\displaystyle \alpha =\left(1+\left(0.48508+1.55171\,\omega -0.15613\,\omega ^{2}\right)\left(1-T_{\text{r}}^{0.5}\right)\right)^{2}}
{\displaystyle T_{\text{r}}={\frac {T}{T_{\text{c}}}}}
{\displaystyle \Omega _{a}=\left[9\left(2^{1/3}-1\right)\right]^{-1}\approx 0.42748}
{\displaystyle \Omega _{b}={\frac {2^{1/3}-1}{3}}\approx 0.08664}
donde «ω» es el factor acéntrico para la especie.
La formulación de {\displaystyle \alpha } anterior se debe en realidad a Graboski y Daubert. La formulación original de Soave es:
{\displaystyle \alpha =\left(1+\left(0,480+1,574\,\omega -0,176\,\omega ^{2}\right)\left(1-T_{\text{r}}^{0,5}\right)\right)^{2}}
para el hidrógeno:
{\displaystyle \alpha =1.202\exp \left(-0.30288\,T_{\text{r}}\right).}
Sustituyendo las variables en la forma reducida y el factor de compresibilidad en el punto crítico
{\displaystyle \{p_{\text{r}}=p/P_{\text{c}},T_{\text{r}}=T/T_{\text{c}},V_{\text{r}}=V_{\text{m}}/V_{\text{c}},Z_{\text{c}}={\frac {P_{\text{c}}V_{\text{c}}}{RT_{\text{c}}}}\}}
se obtiene
{\displaystyle p_{\text{r}}P_{\text{c}}={\frac {R\,T_{\text{r}}T_{\text{c}}}{V_{\text{r}}V_{\text{c}}-b}}-{\frac {a\alpha \left(\omega ,T_{\text{r}}\right)}{V_{\text{r}}V_{\text{c}}\left(V_{\text{r}}V_{\text{c+}}b\right)}}={\frac {R\,T_{\text{r}}T_{\text{c}}}{V_{\text{r}}V_{\text{c}}-{\frac {\Omega _{b}\,RT_{\text{c}}}{P_{\text{c}}}}}}-{\frac {{\frac {\Omega _{a}\,R^{2}T_{\text{c}}^{2}}{P_{\text{c}}}}\alpha \left(\omega ,T_{\text{r}}\right)}{V_{\text{r}}V_{\text{c}}\left(V_{\text{r}}V_{\text{c}}+{\frac {\Omega _{b}\,RT_{\text{c}}}{P_{\text{c}}}}\right)}}=}
{\displaystyle ={\frac {R\,T_{\text{r}}T_{\text{c}}}{V_{\text{c}}\left(V_{\text{r}}-{\frac {\Omega _{b}\,RT_{\text{c}}}{P_{\text{c}}V_{\text{c}}}}\right)}}-{\frac {{\frac {\Omega _{a}\,R^{2}T_{\text{c}}^{2}}{P_{\text{c}}}}\alpha \left(\omega ,T_{\text{r}}\right)}{V_{\text{r}}V_{\text{c}}^{2}\left(V_{\text{r}}+{\frac {\Omega _{b}\,RT_{\text{c}}}{P_{\text{c}}V_{\text{c}}}}\right)}}={\frac {R\,T_{\text{r}}T_{\text{c}}}{V_{\text{c}}\left(V_{\text{r}}-{\frac {\Omega _{b}}{Z_{\text{c}}}}\right)}}-{\frac {{\frac {\Omega _{a}\,R^{2}T_{\text{c}}^{2}}{P_{\text{c}}}}\alpha \left(\omega ,T_{\text{r}}\right)}{V_{\text{r}}V_{\text{c}}^{2}\left(V_{\text{r}}+{\frac {\Omega _{b}}{Z_{\text{c}}}}\right)}}}
lo que conduce a
{\displaystyle p_{\text{r}}={\frac {R\,T_{\text{r}}T_{\text{c}}}{P_{\text{c}}V_{\text{c}}\left(V_{\text{r}}-{\frac {\Omega _{b}}{Z_{\text{c}}}}\right)}}-{\frac {{\frac {\Omega _{a}\,R^{2}T_{\text{c}}^{2}}{P_{\text{c}}^{2}}}\alpha \left(\omega ,T_{\text{r}}\right)}{V_{\text{r}}V_{\text{c}}^{2}\left(V_{\text{r}}+{\frac {\Omega _{b}}{Z_{\text{c}}}}\right)}}={\frac {T_{\text{r}}}{Z_{\text{c}}\left(V_{\text{r}}-{\frac {\Omega _{b}}{Z_{\text{c}}}}\right)}}-{\frac {{\frac {\Omega _{a}}{Z_{\text{c}}^{2}}}\alpha \left(\omega ,T_{\text{r}}\right)}{V_{\text{r}}\left(V_{\text{r}}+{\frac {\Omega _{b}}{Z_{\text{c}}}}\right)}}}
Por lo tanto, la ecuación de Soave-Redlich-Kwong en forma reducida solo depende de «ω» y {\displaystyle Z_{\text{c}}} de la sustancia, al contrario que las ecuaciones de VdW y RK, que son coherentes con el teorema de los estados correspondientes, y la forma reducida es única para todas las sustancias:
{\displaystyle p_{\text{r}}={\frac {T_{\text{r}}}{Z_{\text{c}}\left(V_{\text{r}}-{\frac {\Omega _{b}}{Z_{\text{c}}}}\right)}}-{\frac {{\frac {\Omega _{a}}{Z_{\text{c}}^{2}}}\alpha \left(\omega ,T_{\text{r}}\right)}{V_{\text{r}}\left(V_{\text{r}}+{\frac {\Omega _{b}}{Z_{\text{c}}}}\right)}}}
También podemos escribirlo en forma polinómica, con:
{\displaystyle A={\frac {a\alpha P}{R^{2}T^{2}}}}
{\displaystyle B={\frac {bP}{RT}}}
En términos del factor de compresibilidad, tenemos:
{\displaystyle 0=Z^{3}-Z^{2}+Z\left(A-B-B^{2}\right)-AB}.
Esta ecuación puede tener hasta tres raíces. La raíz máxima de la ecuación cúbica generalmente corresponde a un estado de vapor, mientras que la raíz mínima corresponde a un estado líquido. Esto debe tenerse en cuenta al utilizar ecuaciones cúbicas en cálculos, por ejemplo, del equilibrio vapor-líquido.
En 1972, G. Soave sustituyó el término {\textstyle {\frac {1}{\sqrt {T}}}} de la ecuación de Redlich-Kwong por una función «α»(«T», «ω») que incluye la temperatura y el factor acéntrico (la ecuación resultante también se conoce como ecuación de estado de Soave-Redlich-Kwong; SRK EOS). La función «α» se diseñó para ajustarse a los datos de presión de vapor de los hidrocarburos y la ecuación funciona bastante bien para estos materiales.
Cabe destacar que esta sustitución cambia ligeramente la definición de «a», ya que {\displaystyle T_{\text{c}}} ahora se eleva al cuadrado.

## Conversión de volumen de Peneloux et al. (1982)
La EOS SRK se puede escribir como
{\displaystyle p={\frac {R\,T}{V_{m,{\text{SRK}}}-b}}-{\frac {a}{V_{m,{\text{SRK}}}\left(V_{m,{\text{SRK}}}+b\right)}}}
donde
{\displaystyle {\begin{aligned}a&=a_{\text{c}}\,\alpha \\a_{\text{c}}&\approx 0.42747{\frac {R^{2}\,T_{\text{c}}^{2}}{P_{\text{c}}}}\\b&\approx 0,08664{\frac {R\,T_{\text{c}}}{P_{\text{c}}}}\end{aligned}}}
donde {\displaystyle \alpha } y otras partes de la EOS SRK se definen en la sección EOS SRK.
Una desventaja de la EOS SRK, y otras EOS cúbicas, es que el volumen molar del líquido es significativamente menos preciso que el volumen molar del gas. Peneloux et alios (1982) propusieron una corrección sencilla para esto introduciendo una conversión de volumen
{\displaystyle V_{{\text{m}},{\text{SRK}}}=V_{\text{m}}+c}
donde {\displaystyle c} es un parámetro adicional del componente fluido que traduce ligeramente el volumen molar. En la rama líquida de la EOS, un pequeño cambio en el volumen molar corresponde a un gran cambio en la presión. En la rama gaseosa de la EOS, un pequeño cambio en el volumen molar corresponde a un cambio mucho menor en la presión que en la rama líquida. Por lo tanto, la perturbación del volumen molar del gas es pequeña. Desgraciadamente, existen dos versiones que se dan en la ciencia y la industria.
En la primera versión solo se traduce {\displaystyle V_{{\text{m}},{\text{SRK}}}},  y la EOS se convierte en
{\displaystyle p={\frac {R\,T}{V_{\text{m}}+c-b}}-{\frac {a}{\left(V_{\text{m}}+c\right)\left(V_{\text{m}}+c+b\right)}}}
En la segunda versión, tanto {\displaystyle V_{{\text{m}},{\text{SRK}}}} como {\displaystyle b_{\text{SRK}}} se traducen, o la traducción de {\displaystyle V_{{\text{m}},{\text{SRK}}}} va seguida de un cambio de nombre del parámetro compuesto “'b”' − “'c”'. Esto da
{\displaystyle {\begin{aligned}b_{\text{SRK}}&=b+c\quad {\text{o}}\quad b-c\curvearrowright b\\p&={\frac {R\,T}{V_{\text{m}}-b}}-{\frac {a}{\left(V_{\text{m}}+c\right)\left(V_{\text{m}}+2c+b\right)}}\end{aligned}}}
El parámetro «c» de una mezcla de fluidos se calcula mediante
{\displaystyle c=\sum _{i=1}^{n}z_{i}c_{i}}
El parámetro «c» de los componentes individuales de un fluido en un gas y petróleo se puede estimar mediante la correlación
{\displaystyle c_{i}\approx 0,40768\ {\frac {RT_{ci}}{P_{ci}}}\left(0,29441-Z_{{\text{RA}},i}\right)}
donde el factor de compresibilidad de Rackett {\displaystyle Z_{{\text{RA}},i}} se puede estimar mediante
{\displaystyle Z_{{\text{RA}},i}\approx 0,29056-0,08775\ \omega _{i}}
Una característica interesante del método de conversión de volumen de Peneloux et al. (1982) es que no afecta a los cálculos del equilibrio vapor-líquido. Este método de conversión de volumen también se puede aplicar a otras EOS cúbicas si se ajusta la correlación del parámetro «c» para que coincida con la EOS seleccionada.

## Ecuación de estado de Peng-Robinson
La ecuación de estado de Peng-Robinson (PR EOS) fue desarrollada en 1976 en la Universidad de Alberta por Ding-Yu Peng y Donald Robinson con el fin de satisfacer los siguientes objetivos:
1. Los parámetros deben poder expresarse en términos de las propiedades críticas y el factor acéntrico.
2. El modelo debe proporcionar una precisión razonable cerca del punto crítico, especialmente para los cálculos del factor de compresibilidad y la densidad del líquido.
3. Las reglas de mezcla no deben emplear más de un parámetro de interacción binaria, que debe ser independiente de la temperatura, la presión y la composición.
4. La ecuación debe ser aplicable a todos los cálculos de todas las propiedades de los fluidos en los procesos de gas natural.

La ecuación se expresa de la siguiente manera:
{\displaystyle p={\frac {R\,T}{V_{\text{m}}-b}}-{\frac {a\,\alpha }{V_{\text{m}}^{2}+2bV_{\text{m}}-b^{2}}}}
{\displaystyle a=\Omega _{a}{\frac {R^{2}\,T_{\text{c}}^{2}}{p_{\text{c}}}};\Omega _{a}={\frac {8+40\eta _{c}}{49-37\eta _{c}}}\approx 0.45724}
{\displaystyle b=\Omega _{b}{\frac {R\,T_{\text{c}}}{p_{\text{c}}}};\Omega _{b}={\frac {\eta _{c}}{3+\eta _{c}}}\approx 0.07780}
{\displaystyle \eta _{c}=[1+(4-{\sqrt {8}})^{1/3}+(4+{\sqrt {8}})^{1/3}]^{-1}}
{\displaystyle \alpha =\left(1+\kappa \left(1-{\sqrt {T_{\text{r}}}}\right)\right)^{2};T_{\text{r}}={\frac {T}{T_{\text{c}}}}}
{\displaystyle \kappa \approx 0.37464+1.54226\omega -0.26992\omega ^{2}}
Y en forma polinómica:
{\displaystyle A={\frac {\alpha ap}{R^{2}\,T^{2}}}}
{\displaystyle B={\frac {bp}{RT}}}
{\displaystyle Z^{3}-(1-B)Z^{2}+\left(A-2B-3B^{2}\right)Z-\left(AB-B^{2}-B^{3}\right)=0}
En su mayor parte, la ecuación de Peng-Robinson muestra un rendimiento similar al de la ecuación de Soave, aunque en general es superior en la predicción de las densidades líquidas de muchos materiales, especialmente los no polares.  Se ha informado del rendimiento detallado de la ecuación original de Peng-Robinson para la densidad, las propiedades térmicas y los equilibrios de fase. En resumen, la forma original presenta desviaciones en la presión de vapor y los equilibrios de fase que son aproximadamente tres veces mayores que las implementaciones actualizadas. Las funciones de salida de la ecuación de Peng-Robinson se describen en un artículo aparte.
Los valores analíticos de sus constantes características son:
{\displaystyle Z_{\text{c}}={\frac {1}{32}}\left(11-2{\sqrt {7}}\sinh \left({\frac {1}{3}}\operatorname {arsinh} \left({\frac {13}{7{\sqrt {7}}}}\right)\right)\right)\approx 0.307401}
{\displaystyle b'={\frac {b}{V_{{\text{m}},{\text{c}}}}}={\frac {1}{3}}\left({\sqrt {8}}\sinh \left({\frac {1}{3}}\operatorname {arsinh} \left({\sqrt {8}}\right)\right)-1\right)\approx 0.253077\approx {\frac {0.07780}{Z_{\text{c}}}}}
{\displaystyle {\frac {P_{\text{c}}V_{{\text{m}},{\text{c}}}^{2}}{a\,b'}}={\frac {3}{8}}\left(1+\cosh \left({\frac {1}{3}}\operatorname {arcosh} (3)\right)\right)\approx 0.816619\approx {\frac {Z_{\text{c}}^{2}}{0.45724\,b'}}}

### PRSV1
Una modificación del término de atracción en la ecuación de estado de Peng-Robinson publicada por Stryjek y Vera en 1986 (PRSV) mejoró significativamente la precisión del modelo al introducir un parámetro de componente puro ajustable y modificar el ajuste polinómico del factor acéntrico. 
La modificación es:
{\displaystyle {\begin{aligned}\kappa &=\kappa _{0}+\kappa _{1}\left(1+T_{\text{r}}^{\frac {1}{2}}\right)\left(0.7-T_{\text{r}}\right)\\\kappa _{0}&=0,378893+1,4897153\,\omega -0,17131848\,\omega ^{2}+0,0196554\,\omega ^{3}\end{aligned}}}
donde {\displaystyle \kappa _{1}} es un parámetro de componente puro ajustable. Stryjek y Vera publicaron parámetros de componentes puros para muchos compuestos de interés industrial en su artículo original. A temperaturas reducidas por encima de 0,7, recomiendan establecer {\displaystyle \kappa _{1}=0} y utilizar simplemente {\displaystyle \kappa =\kappa _{0}}. Para los alcoholes y el agua, el valor de {\displaystyle \kappa _{1}} puede utilizarse hasta la temperatura crítica y establecerse en cero a temperaturas más altas.

### PRSV2
Una modificación posterior publicada en 1986 (PRSV2) mejoró aún más la precisión del modelo al introducir dos parámetros de componentes puros adicionales a la modificación anterior del término de atracción.
La modificación es:
{\displaystyle {\begin{aligned}\kappa &=\kappa _{0}+\left[\kappa _{1}+\kappa _{2}\left(\kappa _{3}-T_{\text{r}}\right)\left(1-T_{\text{r}}^{\frac {1}{2}}\right)\right]\left(1+T_{\text{r}}^{\frac {1}{2}}\right)\left(0.7-T_{\text{r}}\right)\\\kappa _{0}&=0,378893+1,4897153\,\omega -0,17131848\,\omega ^{2}+0,0196554\,\omega ^{3}\end{aligned}}}
donde {\displaystyle \kappa _{1}}, {\displaystyle \kappa _{2}} y {\displaystyle \kappa _{3}} son parámetros ajustables de componentes puros.
El PRSV2 es especialmente ventajoso para los cálculos de VLE. Aunque el PRSV1 ofrece una ventaja sobre el modelo Peng-Robinson para describir el comportamiento termodinámico, en general sigue sin ser lo suficientemente preciso para los cálculos de equilibrio de fases. El comportamiento altamente no lineal de los métodos de cálculo del equilibrio de fases tiende a amplificar lo que, de otro modo, serían errores aceptablemente pequeños. Por lo tanto, se recomienda utilizar PRSV2 para los cálculos de equilibrio cuando se aplican estos modelos a un diseño. Sin embargo, una vez determinado el estado de equilibrio, los valores termodinámicos específicos de la fase en equilibrio pueden determinarse mediante uno de varios modelos más sencillos con un grado razonable de precisión.
Cabe señalar que, en la ecuación PRSV, el ajuste de los parámetros se realiza en un rango de temperaturas concreto, que suele estar por debajo de la temperatura crítica. Por encima de la temperatura crítica, la función alfa de PRSV tiende a divergir y a alcanzar valores arbitrariamente grandes en lugar de tender hacia 0. Por este motivo, por encima del punto crítico deben emplearse ecuaciones alternativas para alfa. Esto es especialmente importante para los sistemas que contienen hidrógeno, que a menudo se encuentra a temperaturas muy superiores a su punto crítico. Se han propuesto varias formulaciones alternativas. Algunas de las más conocidas son las de Twu et al. y las de Mathias y Copeman. Jaubert y sus colaboradores han publicado un amplio estudio sobre más de 1700 compuestos utilizando el método de Twu. Jaubert y sus colaboradores han informado sobre el rendimiento detallado de la ecuación Peng-Robinson actualizada para la densidad, las propiedades térmicas y los equilibrios de fase.  En resumen, la forma actualizada presenta desviaciones en la presión de vapor y los equilibrios de fase que son aproximadamente un tercio de las de la implementación original.

## Ecuación de estado de Peng-Robinson-Babalola-Susu (PRBS)
Babalola y Susu  modificaron la ecuación de estado de Peng-Robinson como:
{\displaystyle P=\left({\frac {RT}{V_{\mathrm {m} }-b}}\right)-\left[{\frac {(a_{1}P+a_{2})\alpha }{V_{\mathrm {m} }(V_{\mathrm {m} }+b)+b(V_{\mathrm {m} }-b)}}\right]}
El parámetro de fuerza atractiva «a» se consideró una constante con respecto a la presión en la ecuación de estado de Peng-Robinson. La modificación, en la que el parámetro «a» se trató como una variable con respecto a la presión para sistemas de yacimientos multifásicos de alta densidad y multicomponentes, tenía por objeto mejorar la precisión en la predicción de las propiedades de los fluidos de yacimientos complejos para el modelado PVT. La variación se representó con una ecuación lineal en la que a1 y a2 eran la pendiente y la intersección, respectivamente, de la línea recta obtenida al trazar los valores del parámetro «a» en función de la presión.
Esta modificación aumenta la precisión de la ecuación de estado de Peng-Robinson para fluidos más pesados, especialmente en rangos de alta presión (>30 MPa), y elimina la necesidad de ajustar la ecuación de estado original de Peng-Robinson. El ajuste se capturó de forma inherente durante la modificación de la ecuación de Peng-Robinson. 
La ecuación de estado (EoS) de Peng-Robinson-Babalola-Susu (PRBS) se desarrolló en 2005 y, durante aproximadamente dos décadas, se ha aplicado a numerosos datos de yacimientos en condiciones variables de temperatura (T) y presión (P), demostrando ser una de las pocas EoS prometedoras para la predicción precisa de las propiedades de los fluidos de los yacimientos, especialmente en yacimientos ultraprofundos más difíciles en condiciones de alta temperatura y alta presión (HTHP). Estos trabajos se han publicado en revistas de prestigio. 
Mientras que la EoS de Peng-Robinson (PR) de 1976, ampliamente utilizada, puede predecir las propiedades de los fluidos de los yacimientos convencionales con buena precisión hasta presiones de aproximadamente 27 MPa (4000 psi), pero falla con el aumento de la presión, el nuevo EoS de Peng-Robinson-Babalola-Susu (PRBS) puede modelar con precisión el comportamiento PVT de sistemas fluidos complejos de yacimientos ultraprofundos a presiones muy altas de hasta 120 MPa (17 500 psi).

## Ecuación de estado de Elliott-Suresh-Donohue
La ecuación de estado de Elliott–Suresh–Donohue (ESD) fue propuesta en 1990. La ecuación corrige el término repulsivo de van der Waals, que también se aplica en la EOS de Peng-Robinson y es inexacto. El término de atracción incluye una contribución relacionada con el segundo coeficiente virial de las esferas de pozo cuadrado y también comparte algunas características de la dependencia de la temperatura de Twu. La EOS tiene en cuenta el efecto de la forma de cualquier molécula y puede extenderse directamente a polímeros con parámetros moleculares caracterizados en términos de parámetro de solubilidad y volumen líquido en lugar de utilizar propiedades críticas (como se muestra aquí). El EOS se desarrolló mediante comparaciones con simulaciones por ordenador y debería capturar las propiedades físicas esenciales del tamaño, la forma y los enlaces de hidrógeno, tal y como se deduce de las moléculas de cadena lineal (como los “'n”'-alcanos).
{\displaystyle {\frac {pV_{\text{m}}}{RT}}=Z=1+Z^{\rm {rep}}+Z^{\rm {att}}}
donde:
{\displaystyle Z^{\rm {rep}}={\frac {4c\eta }{1-1.9\eta }}}
{\displaystyle Z^{\rm {att}}=-{\frac {z_{\text{m}}q\eta Y}{1+k_{1}\eta Y}}}
y {\displaystyle c} es un «factor de forma», siendo {\displaystyle c=1} para moléculas esféricas.
Para moléculas no esféricas, se sugiere la siguiente relación entre el factor de forma y el factor acéntrico:
{\displaystyle c=1+3,535\omega +0,533\omega ^{2}}.
La densidad numérica reducida {\displaystyle \eta } se define como {\displaystyle \eta =b\rho }, donde
{\displaystyle b} es el parámetro de tamaño característico [cm3/mol], y
{\displaystyle \rho ={\frac {1}{V_{\text{m}}}}=N/(N_{\text{A}}V)} es la densidad molar [mol/cm3].
El parámetro de tamaño característico está relacionado con {\displaystyle c} a través de
{\displaystyle b={\frac {RT_{\text{c}}}{P_{\text{c}}}}\Phi }
donde
{\displaystyle \Phi ={\frac {Z_{\text{c}}^{2}}{2A_{q}}}{[-B_{q}+{\sqrt {B_{q}^{2}+4A_{q}C_{q}}}]}}
{\displaystyle 3Z_{\text{c}}=([(-0.173/{\sqrt {c}}+0.217)/{\sqrt {c}}-0.186]/{\sqrt {c}}+0.115)/{\sqrt {c}}+1}
{\displaystyle A_{q}=[1.9(9.5q-k_{1})+4ck_{1}](4c-1.9)}
{\displaystyle B_{q}=1.9k_{1}Z_{\text{c}}+3A_{q}/(4c-1.9)}
{\displaystyle C_{q}=(9.5q-k_{1})/Z_{\text{c}}}
El parámetro de forma {\displaystyle q} que aparece en el término de atracción y el término {\displaystyle Y} vienen dados por
{\displaystyle q=1+k_{3}(c-1)} (y, por lo tanto, también es igual a 1 para moléculas esféricas.).
{\displaystyle Y=\exp \left({\frac {\epsilon }{kT}}\right)-k_{2}}
donde {\displaystyle \epsilon } es la profundidad del potencial del pozo cuadrado y viene dada por
{\displaystyle Y_{\text{c}}=({\frac {RT_{\text{c}}}{bP_{\text{c}}}})^{2}{\frac {Z_{\text{c}}^{3}}{A_{q}}}}
{\displaystyle z_{\text{m}}}, {\displaystyle k_{1}}, {\displaystyle k_{2}} and {\displaystyle k_{3}} son constantes en la ecuación de estado.:
{\displaystyle z_{\text{m}}=9.5}, {\displaystyle k_{1}=1.7745}, {\displaystyle k_{2}=1.0617}, {\displaystyle k_{3}=1.90476.}
El modelo puede ampliarse para asociar componentes y mezclas con componentes no asociables. Los detalles se encuentran en el artículo de J.R. Elliott, Jr. «et al.» (1990).
Teniendo en cuenta que {\displaystyle 4(k_{3}-1)/k_{3}} = 1,900, {\displaystyle Z^{\text{rep}}} puede reescribirse en la forma SAFT como:
{\displaystyle Z^{\rm {rep}}=4q\eta g-(q-1){\frac {\eta }{g}}{\frac {dg}{d\eta }}={\frac {4q\eta }{1-1.9\eta }}-{\frac {(q-1)1.9\eta }{1-1.9\eta }};g={\frac {1}{1-1.9\eta }}}
Si se prefiere, el símbolo {\displaystyle q} puede sustituirse por {\displaystyle m} en la notación SAFT y la EOS ESD puede escribirse:
{\displaystyle Z=1+m({\frac {4\eta }{1-1.9\eta }}-{\frac {9.5Y\eta }{1+k_{1}Y\eta }})-{\frac {(m-1)1.9\eta }{1-1.9\eta }}}
En esta forma, la perspectiva segmentaria de SAFT es evidente y todos los resultados de Michael Wertheim son directamente aplicables y relativamente concisos. En la perspectiva segmentaria de SAFT, cada molécula se concibe como compuesta por «m» segmentos esféricos que flotan en el espacio con sus propias interacciones esféricas, pero luego se corrige para unirlas en una cadena de esferas tangentes mediante el término («m» − 1). Cuando «m» no es un número entero, se considera simplemente como un número «efectivo» de segmentos de esferas tangentes.
Resolver las ecuaciones de la teoría de Wertheim puede ser complicado, pero las simplificaciones pueden hacer que su implementación sea menos abrumadora. En resumen, se necesitan algunos pasos adicionales para calcular {\displaystyle Z^{\rm {assoc}}} dada la densidad y la temperatura. Por ejemplo, cuando el número de donantes de enlaces de hidrógeno es igual al número de receptores, la ecuación ESD se convierte en:
{\displaystyle {\frac {pV_{\text{m}}}{RT}}=Z=1+Z^{\rm {rep}}+Z^{\rm {att}}+Z^{\rm {assoc}}}
donde:
{\displaystyle Z^{\rm {assoc}}=-gN^{\text{AD}}(1-X^{\text{AD}});X^{\text{AD}}=2/[1+{\sqrt {1+4N^{\text{AD}}\alpha ^{\text{AD}}}}];\alpha ^{\text{AD}}=\rho N_{\text{A}}K^{\text{AD}}[\exp {(\epsilon ^{\text{AD}}/kT)-1]}}
{\displaystyle N_{\text{A}}} es la constante de Avogadro, {\displaystyle K^{\text{AD}}} y {\displaystyle \epsilon ^{\text{AD}}} son parámetros de entrada almacenados que representan el volumen y la energía del enlace de hidrógeno. Normalmente, se almacenan {\displaystyle K^{\text{AD}}=\mathrm {0,001\ nm^{3}} } y {\displaystyle \epsilon ^{\text{AD}}/k_{\text{B}}=\mathrm {2000\ K} }. {\displaystyle N^{\text{AD}}} es el número de aceptores (igual al número de donantes en este ejemplo). Por ejemplo, {\displaystyle N^{\text{AD}}} = 1 para alcoholes como el metanol y el etanol. {\displaystyle N^{\text{AD}}} = 2 para el agua. {\displaystyle N^{\text{AD}}} = grado de polimerización para el polivinilfenol. Por lo tanto, se utiliza la densidad y la temperatura para calcular {\displaystyle \alpha ^{\text{AD}}} y, a continuación, se utiliza {\displaystyle \alpha ^{\text{AD}}} para calcular las demás cantidades. Técnicamente, la ecuación ESD ya no es cúbica cuando se incluye el término de asociación, pero no se introducen artefactos, por lo que solo hay tres raíces en la densidad. Aquí se ha presentado la extensión para tratar de manera eficiente cualquier número de aceptores de electrones (ácidos) y donantes (bases), incluidas mezclas de compuestos autoasociativos, cruzados y no asociativos.   Se ha informado del rendimiento detallado de la ecuación ESD en cuanto a densidad, propiedades térmicas y equilibrios de fase. En resumen, la ecuación ESD presenta desviaciones en la presión de vapor y los equilibrios vapor-líquido que son aproximadamente el doble que las de la forma Peng-Robinson actualizada por Jaubert y sus colaboradores, pero las desviaciones en los equilibrios líquido-líquido son aproximadamente un 40 % menores.

## Asociación cúbica plus
La ecuación de estado cúbica-plus-asociación (CPA) combina la ecuación de Soave-Redlich-Kwong con el término de asociación de SAFT basado en las ampliaciones y simplificaciones de Chapman de una teoría de moléculas asociativas de Michael Wertheim. El desarrollo de la ecuación comenzó en 1995 como un proyecto de investigación financiado por Shell y publicado en 1996.
{\displaystyle p={\frac {RT}{(V_{\mathrm {m} }-b)}}-{\frac {a}{V_{\mathrm {m} }(V_{\mathrm {m} }+b)}}+{\frac {RT}{V_{\mathrm {m} }}}\rho \sum _{A}\left[{\frac {1}{X^{\text{A}}}}-{\frac {1}{2}}\right]{\frac {\partial X^{\text{A}}}{\partial \rho }}}
En el término de asociación, {\displaystyle X^{\text{A}}} es la fracción molar de moléculas no unidas en el sitio A.

## Ecuación de estado cúbica plus cadena
La ecuación de estado cúbica plus cadena (CPC) La ecuación de estado combina la ecuación de estado cúbica clásica con el término de cadena SAFT. La adición del término de cadena permite que el modelo sea capaz de capturar la física de los componentes no asociativos de cadena corta y larga, que van desde los alcanos hasta los polímeros. El término monomérico CPC no se limita a una forma EOS cúbica clásica, sino que se pueden utilizar muchas formas dentro del mismo marco. La ecuación de estado cúbica más cadena (CPC) se escribe en términos de la energía residual reducida de Helmholtz ({\displaystyle F^{\mathrm {CPC} }}) como:
{\displaystyle F^{\mathrm {CPC} }={\frac {A^{\mathrm {R} }(T,V,{\textbf {n}})}{RT}}=m(F^{\mathrm {rep} }+F^{\mathrm {att} })+F^{\mathrm {chain} }}
donde {\displaystyle A^{\mathrm {R} }} es la energía residual de Helmholtz, {\displaystyle m} es la longitud de la cadena, «rep» y «att» son las contribuciones repulsivas y atractivas del monómero de la ecuación de estado cúbica, respectivamente. El término «cadena» tiene en cuenta la contribución de la unión de las perlas de monómero de la ecuación de estado SAFT. Utilizando Redlich-Kwong (RK) para el término monómero, CPC se puede escribir como:
{\displaystyle p={\frac {nRT}{V}}{\Biggl (}1+{\frac {{\bar {m}}^{2}B}{V-{\bar {m}}B}}{\Biggr )}-{\frac {{\bar {m}}^{2}A}{V(V+{\bar {m}}B)}}-{\frac {nRT}{V}}\left[\sum _{i}n_{i}(m_{i}-1)\beta {\frac {g'(\beta )}{g(\beta )}}\right]}
donde A es el parámetro de energía de interacción molecular, B es el parámetro de covolumen, {\displaystyle {\bar {m}}} es la longitud media de la cadena en moles, “'g(β)”' es la función de distribución radial (RDF) evaluada en el contacto, y “'β”' es el volumen reducido.
El modelo CPC combina la simplicidad y la rapidez en comparación con otros modelos complejos utilizados para modelar polímeros. Sisco et al. aplicaron la ecuación de estado CPC para modelar diferentes mezclas bien definidas y poliméricas. Analizaron diferentes factores, como la presión elevada, la temperatura, los tipos de disolventes, la polidispersidad, etc. El modelo CPC demostró ser capaz de modelar diferentes sistemas al comparar los resultados con datos experimentales.
Alajmi y otros incorporan la repulsión suave de corto alcance al marco CPC para mejorar las predicciones de la presión de vapor y la densidad del líquido. Proporcionaron una base de datos con más de 50 componentes de diferentes familias químicas, incluidos «n»-alcanos, alquenos, alcanos ramificados, cicloalcanos, derivados del benceno, gases, etc. Esta versión CPC utiliza un parámetro de covolumen dependiente de la temperatura basado en la teoría de la perturbación para describir la repulsión suave de corto alcance entre moléculas.